# رود آراگوی

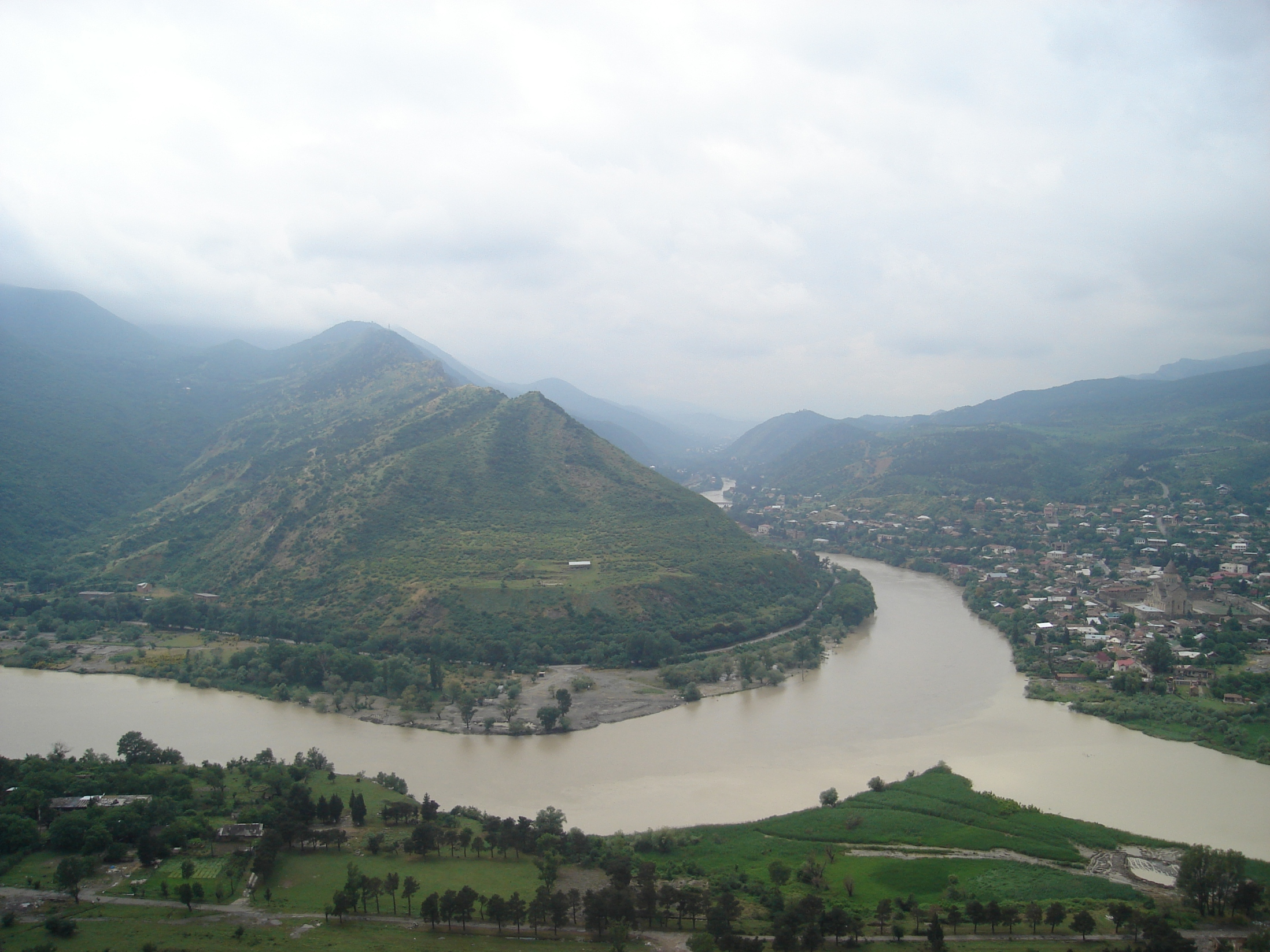
برخورد دو رود متکواری و آراگوی در پایتخت باستانی گرجستان، متسختا

آراگْوی (به گرجی: არაგვი) یکی از رودهای گرجستان است. این رود در سراشیبی جنوبی رشته‌کوه قفقاز جای گرفته‌است. این رود ۱۱۲ کیلومتر درازا دارد و حوضه آبریز آن& گستره‌ای برابر با ۲٬۷۲۴ کیلومتر مربع را در بر می‌گیرد. جنس خاک حوضه آبریز آن از جنس سنگ آهک و ماسه‌سنگ است.
این رود در شهر متسختا به رود کورا می‌ریزد.

## نگارخانه

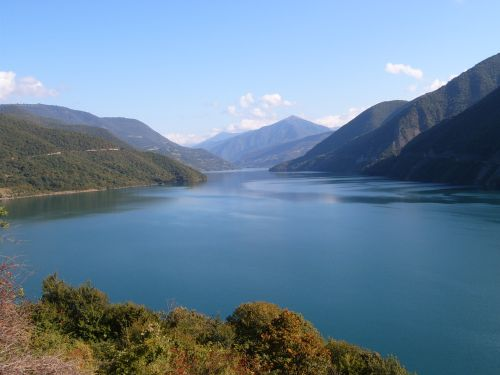
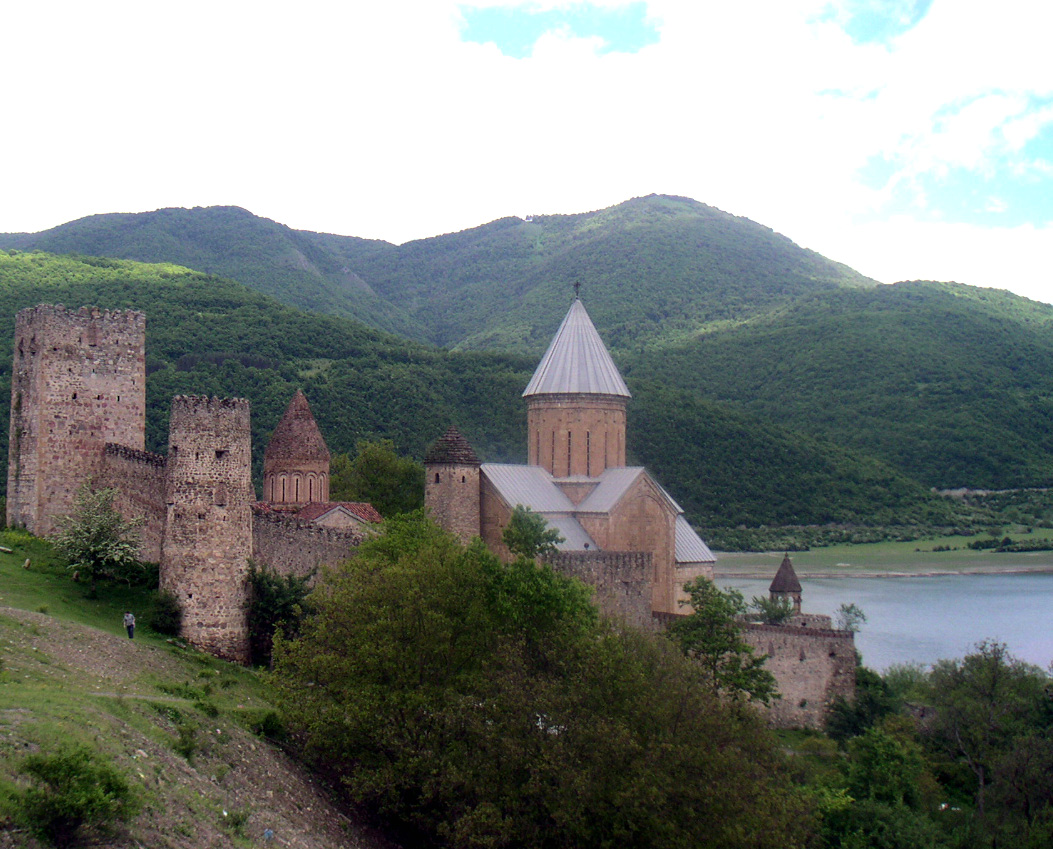
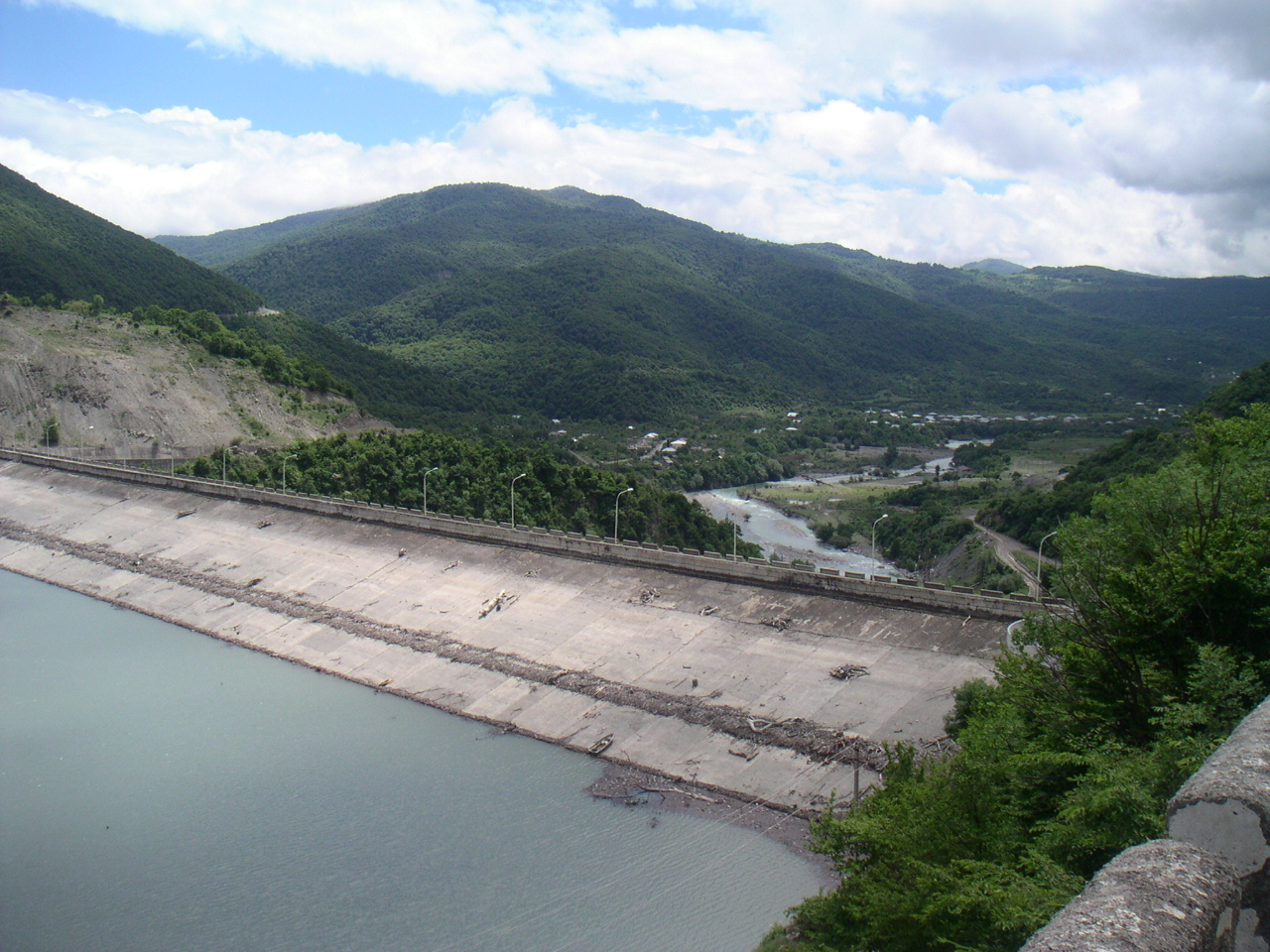
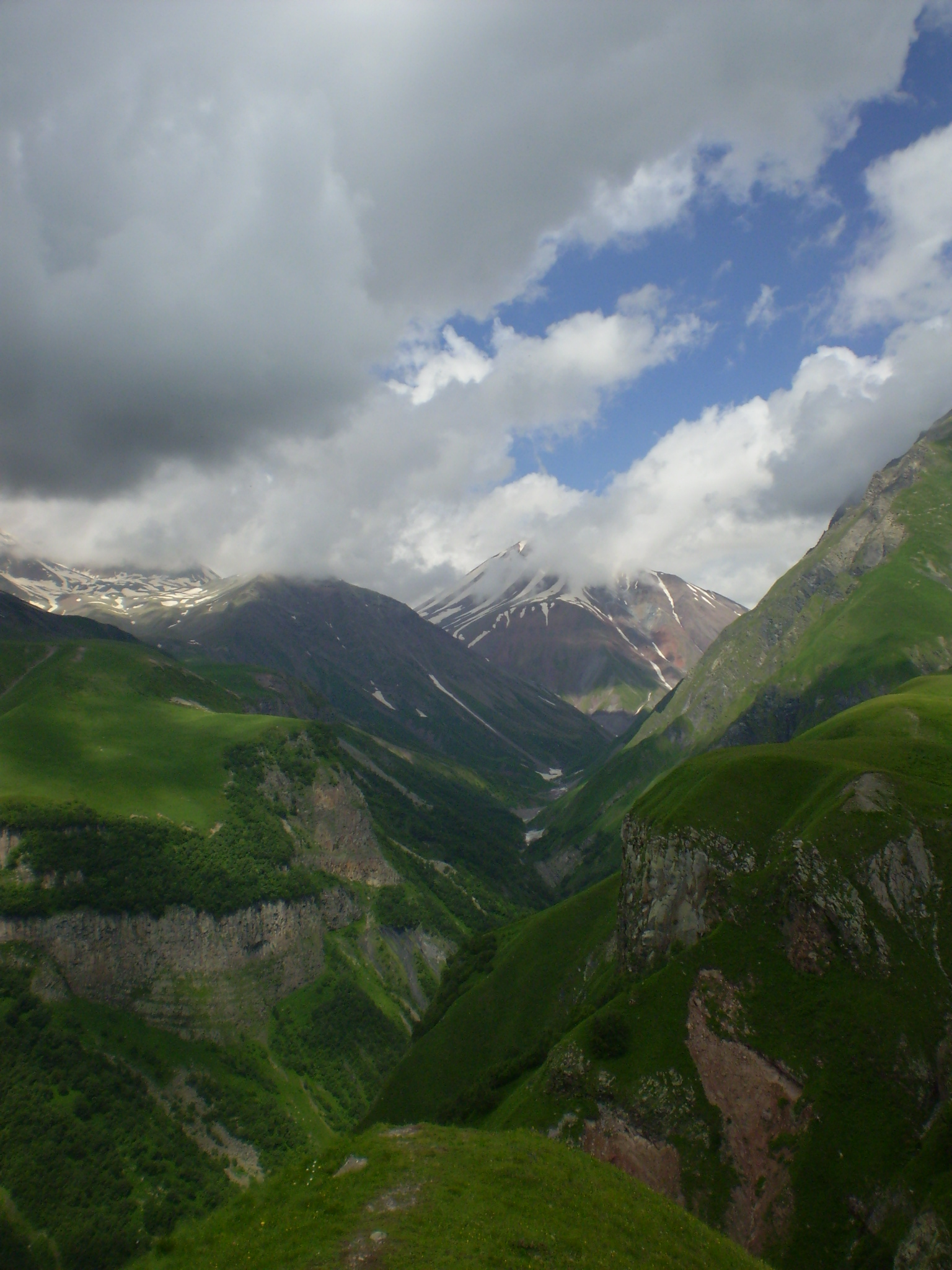